# Blitophaga
Blitophaga is een geslacht van kevers uit de familie van de aaskevers (Silphidae).